# (21500) Vazquez
(21500) Vazquez est un astéroïde de la ceinture principale.

## Description
(21500) Vazquez est un astéroïde de la ceinture principale. Il fut découvert le 22 mai 1998 à la station Anderson Mesa par le programme LONEOS. Il présente une orbite caractérisée par un demi-grand axe de 2,33 UA, une excentricité de 0,12 et une inclinaison de 4,3° par rapport à l'écliptique.

## Compléments